# Xieng Ngeun
Xieng Ngeun là một huyện (muang, mường) thuộc tỉnh Luangprabang ở thượng  Lào .